# Bynum Peak
Bynum Peak är en bergstopp i Antarktis. Den ligger i Västantarktis. Nya Zeeland gör anspråk på området. Toppen på Bynum Peak är 2 416 meter över havet.
Terrängen runt Bynum Peak är bergig åt nordväst, men åt sydost är den kuperad. Terrängen runt Bynum Peak sluttar söderut. Trakten är obefolkad. Det finns inga samhällen i närheten. 